# Eugenie Kahn
Eugenie Kahn (tidigare Jacobsson), född 8 december 1826 i Stockholm, död 11 mars 1898 Adolf Fredriks församling, Stockholm, var en svensk kompositör.

## Biografi
Eugenie Jacobsson föddes 8 december 1826 i Stockholm. Hon var dotter till diversehandlaren Meijer M. Jacobsson. De tillhörde den Mosaiska församlingen. Hon gifte sig omkring 1860 med minuthandlaren Ludvig Kahn. Hennes man avled 1 oktober 1892. Eugenie Kahn avled 11 mars 1898 i Adolf Fredriks församling, Stockholm. I bouppteckningen efter henne nämns ett pianino och ett notskåp.

## Musikverk

### Piano
- Glada minnen, vals. Tillägnad Sveriges ungdom. Utgiven 1878 av kompositören i Stockholm.[9]

- Champinjonpolka. Tillägnad Stockholms svampvänner. Utgiven på 1890 på eget förlag i Stockholm.[10] Finns även för violin och piano.[11]